# Никодим (Кононов)
Епи́скоп Никоди́м (в миру Алекса́ндр Миха́йлович Ко́нонов; 18 [30] июня 1871, село Тельвиска, Мезенский уезд, Архангельская губерния — 10 января 1919, Белгород) — епископ Русской православной церкви, епископ Белгородский, викарий Курской епархии. Автор жизнеописаний святых Русского Севера.
Прославлен в лике святых Русской православной церкви в 2000 году.

## Биография
Родился в 1871 году в селе Тельвиска Мезенского уезда Архангельской губернии (ныне Ненецкий автономный округ) в семье священника Михаила и Клавдии Кононовых.
Окончил Архангельскую духовную семинарию (1892), Санкт-Петербургскую духовную академию (1896) со степенью кандидата богословия.
На четвёртом курсе академии, 10 февраля 1896 года, принял монашество с именем Никодим в честь преподобного Никодима Кожеезерского.
Рукоположён в сан иеродиакона, затем иеромонаха. Магистр богословия.
С 1896 года — смотритель Александро-Невского духовного училища в Санкт-Петербурге.
30 августа 1901 года возведён в сан архимандрита.
С 1904 года — ректор Калужской духовной семинарии. Его служение в Калуге пришлось на сложное в экономическом и политическом отношении время, и к началу 1909 года неожиданно выяснилось, что у семинарии образовался дефицит в 18 643 рублей.
С 17 марта 1909 по 17 декабря 1910 года — ректор Олонецкой духовной семинарии в Петрозаводске.
В 1909—1910 годах архимандрит Никодим занимался просветительской и миссионерской деятельностью среди карел и финнов.
Был автором книг о подвижниках Архангельской и Олонецкой земли, житий преподобных Иова Ущельского и Трифона Печенгского, а также являлся одним из главных составителей многотомного труда «Жизнеописания отечественных подвижников благочестия XVIII—XIX столетий». В 1910 году была опубликована его книга «Старец отец Наум Соловецкий, подвижник-карел». Кроме этого, он написал несколько сборников жизнеописаний святых угодников Божиих Санкт-Петербургской и Вологодской епархий, а также подвижников Соловецкого монастыря. Занимался историей старчества. Являлся также автором акафиста святителю Иоанну Златоусту.

## Архиерейство
С 9 января 1911 года — епископ Рыльский, второй викарий Курской епархии
С 15 ноября 1913 года — епископ Белгородский, первый викарий Курской епархии.
Много потрудился в связи с открытием святых мощей святителя Иоасафа Белгородского. В годы служения в Курской епархии им были составлены две молитвы святителю Иоасафу, а также большой труд «Житие, прославление и чудеса святителя Иоасафа». Под руководством епископа Никодима и при его непосредственном участии были изданы три тома консисторских дел, связанных с деятельностью святителя Иоасафа, в Свято-Троицком мужском монастыре воссозданы его покои, музей святителя Иоасафа, обладавший обширным фондом документов.
После революции 1917 года иерарх не побоялся открыто встать на защиту Православия и не скрывал своего отрицательного отношения к новой власти.
В 1918 году участвовал в Съезде архиереев юга России в Киеве, после окончания которого через фронт возвратился в Белгород. В своих проповедях он обличал насилие и убийства, совершаемые большевиками.

## Мученическая кончина
7 января 1919 года, в праздник Рождества Христова, был арестован ЧК прямо в алтаре храма. По просьбе верующих местные чекисты освободили его на один день, а просивших за него — арестовали. Одну из групп верующих, протестовавших против ареста епископа, возглавила жена священника, начальница 2-й женской гимназии Мария Кияновская, которая сразу же была арестована как «руководительница контрреволюционной демонстрации» и расстреляна. На следующие сутки епископ был повторно арестован и вскоре также расстрелян.
Существует несколько версий расстрела белгородского архиерея. Согласно одной из них, он перед расстрелом благословил производивших расстрел китайцев, которые категорически отказались стрелять в епископа, несмотря на угрозы. Были вызваны другие исполнители казни, к которым владыку вывели в солдатской шинели, чтобы замаскировать его духовный сан.
Тело епископа было брошено в общую могилу. Ежедневно возле этой могилы служили панихиды. После прихода в Белгород Белой армии (через полгода после расстрела епископа) могила священномученика Никодима была вскрыта. При осмотре останков было установлено, что, кроме наличия несмертельной огнестрельной раны в груди святителя, имеется пролом черепа от удара тяжёлым тупым предметом, огромный кровоподтёк в верхней части головы и пролом гортанных хрящей от удушения руками. Мощи были перенесены в Свято-Троицкий мужской монастырь и погребены близ раки святителя Иоасафа Белгородского.

## Канонизация и почитание
Имя епископа Никодима было внесено в черновой поимённый список новомучеников и исповедников российских при подготовке канонизации, совершённой РПЦЗ в 1981 году. Однако список новомучеников был издан только в конце 1990-х годов.
Определением Архиерейского собора Русской православной церкви от 13—16 августа 2000 года был причислен к лику святых новомучеников и исповедников Российских.
О возможности обретения честных останков епископа Никодима (Кононова) заговорили ещё в 1990-х годах. Павел Альбощий, заведующий кабинетом духовного краеведения Преображенского собора, стал заниматься поиском места захоронения епископа Никодима в 2007 году. Но исследовательские работы были затруднены невозможностью археологических раскопок, хотя существовало немало письменных источников, в которых точно указывалось место погребения — северный придел Свято-Троицкого собора. Первым об этом написал в своей книге «Новые мученики российские» (1949, Джорданвилль) протопресвитер Михаил Польский.
2 ноября 2012 года в Белгороде был вскрыт склеп с останками православного иерарха, предположительно принадлежавшими священномученику Никодиму, обнаруженный при строительстве здания Белгородской митрополии на Свято-Троицком бульваре. После проведения идентификации останков патриарх Московский и всея Руси Кирилл определил: «Найденные останки признать мощами священномученика Никодима (Кононова), епископа Белгородского. Внести в месяцеслов Русской Православной Церкви дату обретения мощей священномученика Никодима 20 октября / 2 ноября 2012 года». Рака с мощами святителя находится в храме в честь священномученика Никодима (Кононова) в здании Белгородской митрополии.
29 октября 2017 года митрополит Иоанн (Попов) совершил чин великого освящения и первую литургию в храме в честь священномученика Никодима (Кононова), расположенного в здании Белгородской митрополии на месте обретения мощей священномученика Никодима, что было приурочено к 100-летию начала гонений на Церковь и 5-летию обретения мощей священномученика Никодима.
В 2020 году Святейшим Патриархом Московским и всея Руси Кириллом в честь 25-летия возрождения Белгородской и Старооскольской епархии учреждена юбилейная медаль священномученика Никодима, епископа Белгородского. Медаль трех степеней, вручают тем, кто внёс весомый вклад в возрождение епархии.
16 мая 2023 года решением Синодальной комиссии по канонизации святых включён в собор святых Архангельской митрополии.

## Труды
статьи
- Иов преподобный Ущельский // Русский паломник. 1894. — № 50.
- Мезенский край // Русский паломник. 1894. — № 43.
- Михайло-Архангельский монастырь в городе Архангельске // Русский паломник. 1893. — № 46-47.
- Русские святые и подвижники благочестия, подвизавшиеся и чтимые в пределах нынешней Ярославский епархии // Ярославские епархиальные ведомости. 1902. — № 29, часть неофиц. — С. 441—446 ; № 30, часть неофиц. — С. 457—464 ; № 31, часть неофиц. — С. 478—485 ; № 32, часть неофиц. — С. 496—502 ; № 33, часть неофиц. — С. 512—514 ; № 35, часть неофиц. — С. 541—545 ; № 36, часть неофиц. — С. 553—556 ; № 37, часть неофиц. — С. 569—572 ; № 49, часть неофиц. — С. 768—770 ; № 50, часть неофиц. — С. 782—787 ; 1903. — № 2, часть неофиц. — С. 25-29 ; № 5, часть неофиц. — С. 97-105 ; № 6, часть неофиц. — С. 120—125 ; № 10, часть неофиц. — С. 189—198 ; № 18, часть неофиц. — С. 326—331 ; № 22, часть неофиц. — С. 399—403 ; № 26, часть неофиц. — С. 477—480 ; № 30, часть неофиц. — С. 544—552 ; № 36, часть неофиц. — С. 653—655 ; № 38, часть неофиц. — С. 694—697 ; № 39, часть неофиц. — С. 717—722 ; № 40, часть неофиц. — С. 741—743 ; 1904. — № 16, часть неофиц. — С. 273—277.
- Вологодские святые. Библиографические сведения о них : (Агиологические заметки) // Вологодские епархиальные ведомости. 1902. — № 13, прибавления. — С. 345—352 ; № 15, прибавления. — С. 436—440 ; № 17, прибавления. — С. 509—512 ; № 19, прибавления. — С. 577—581.
- Преподобный Феофил, игумен Омучский — пустынножитель и чудотворец и время его причтения к лику святых : (Агиологическая заметка) / Смотритель Спб. Александро-Невского дух. училища архим. Никодим // Известия по С.-Петербургской епархии. 1902. — № 23, отд. неофиц. — С. 1-14.
- Протоиерей А. П. Колоколов и его отношение к С.-Петербургскому Александро-Невскому училищу // Церковные ведомости, издаваемые при Святейшем Правительствующем Синоде. 1902. — № 23, прибавления. — С. 748—750
- К вопросу о церковном почитании отечественных святых // Ярославские епархиальные ведомости. 1904. — № 10, часть неофиц. — С. 184—187.
- Поучение в Новый год / Ректор семинарии архим. Никодим // Калужские епархиальные ведомости. 1905. — № 1, часть неофиц. — С. 1-4.
- Краткие очерки русской аскетической литературы синодального периода : (Библиографические заметки) / Ректор семинарии архим. Никодим // Калужские епархиальные ведомости. 1905. — № 11, часть неофиц. — С. 344—350 ; № 12, часть неофиц. — С. 368—384 ; № 13, часть неофиц. — С. 395—404 ; № 14, часть неофиц. — С. 436—448 ; № 15, часть неофиц. — С. 485—498 ; № 16, часть неофиц. — С. 514—529 ; № 17, часть неофиц. — С. 553—567 ; № 18, часть неофиц. — С. 591—611
- Распоряжения Высокопреосвященного Филарета, митрополита Московского, по случаю появления холеры / Ректор семинарии архим. Никодим // Калужские епархиальные ведомости. 1905. — № 7/8, часть неофиц. — С. 208—210 ; № 9, часть неофиц. — С. 264—270 ; № 10, часть неофиц. — С. 286—294.
- Калужская Казанская чудотворная икона Божией Матери и памятники её церковно-народного прославления : (Историческая заметка) / Ректор семинарии архим. Никодим // Калужские епархиальные ведомости. 1905. — № 19, часть неофиц. — С. 637—645 ; № 20, часть неофиц. — С. 666—676 ; № 21, часть неофиц. — С. 697—705.
- От правления Калужской духовной семинарии — к сведению епархиального духовенства / Ректор семинарии архим. Никодим, секретарь Ф. Соколов // Калужский церковно-общественный вестник. 1907. — № 12. — С. 13-14.
- Старец о. Наум Соловецкий, подвижник-карел (память 10 июня) // Православный финляндский сборник. 1910. — № 1. — С. 25-48.

отдельные изведения
- Судьбы Кожеозерской Богоявленской пустыни Архангельской епархии : С описанием жизни и чудес преподобного Никодима Кожеозерского чудотворца : (Ист. очерк) / Сост. А. Кононов. — СПб., 1894.
- Преподобный Александр Ошевенский чудотворец и церковно-просветительское значение его обители. — СПб., 1895
- Преподобный Антоний Сийский чудотворец и церковно-историческое значение основанной им обители. — СПб., 1895
- Преподобный Александр и основанная им Ошевенская обитель / [Сост. иером. Никодим]. Петрозаводск, 1897.
- Соловецкие подвижники благочестия XVIII и XIX веков : Очерки / Сост. иером. Никодим, смотритель Александро-Невского духовного уч-ща в С.-Петербурге. СПб. ; Соловецкая обитель, 1900
- Архангельский патерик : Ист. очерки о жизни и подвигах русских святых и некоторых приснопамятных мужей, подвизавшихся в пределах Арханг. епархии / Сост. иером. Никодим, смотритель Спб. Александро-Невского духовного уч-ща. СПб. ; Соловецкая обитель, 1901. 228 с.
- Верное и краткое исчисление, сколь можно было собрать, преподобных отец Соловецких, в посте и добродетельных подвигах просиявших, которые известны по описаниям и исторические сведения о церковном их почитании : Агиол. очерки / Сост. иером. Никодим, смотритель Спб. Александро-Невского духовного уч-ща. — СПб., 1900. 182 с.
- Древнейшие архангельские святые и исторические сведения о церковном их почитании / сост. Архимандрит Никодим. — СПб., 1901. 80 с.
- Преподобный Антоний Сийский чудотворец: исторические сведения о церковном его почитании / Сост. иером. Никодим, смотритель Спб. Александро-Невского духовного уч-ща. — СПб., 1901
- Преподобный Иов, Ущельский чудотворец и судьбы основанной им обители / [Сост. иером. Никодим]. — СПб., 1900
- Преподобный Никодим, пустынножитель хозьюгский, чудотворец Кожеозерский : Ист. сведения о церковном его почитании, с прил. древнего рукописного жития в полной и краткой ред. / Сост. иером. Никодим, смотритель Спб. Александро-Нев. духовного уч-ща. — СПб., 1900. 80 с.
- Преподобный Трифон Печенгский чудотворец и его ученики / Сост. иером. Никодим, смотритель Александро-Невского духовного уч-ща в С.-Петербурге. — СПб., 1901
- Русские святые и подвижники благочестия, подвизавшиеся и чтимые в пределах С.-Петербургской епархии, XIV—XVII веков : агиологические очерки / Сост. смотритель С.-Петербургского Александро-Невскаго духовнаго училища иеромонах Никодим. — СПб., 1901. — 51 с.
- Указатель к циркулярам по духовно-учебному ведомству : [№ 1-20] : (Сост. применит. к уставам духовных семинарий и уч-щ 1884 г.) / Сост. архим. Никодим, смотритель Спб. Александро-Невского духовного училища. — СПб., 1902. — 24 с.
- Жизнеописания отечественных подвижников благочестия 18 и 19 веков, [расположенные по месяцам памяти их]. М. : Афон. рус. Пантелеймонов монастырь, 1906—1912. Янв. 1906. — 245, II с. ; Фев. 1906 [обл. 1907]. — XII, 330 с. ; Март. 1907. — 402, II с. ; Апр. 1908. — 333, II с. ; Май. 1908. — 371, II с. ; Июнь. 1908. — 429, II с. ; Июль. 1908. — 599, II с. ; Авг. 1909. — 705, II с. ; Сен. 1909. — 620, II с. ; Окт. 1909. — 819, III с. ; Нояб. 1910. — 742, II с. ; Дек. 1910. — 1074, II с. ; Том дополн. Ч. 1. Дополнения и прибавления за месяцы янв.-дек. Кн. [1]-2. 1912 ; Указ. к Жизнеописаниям… изложенным в 12 т. по порядку месяцев года. 1911. — 39 с.